# Döttingen

Döttingen is een gemeente en plaats in het Zwitserse kanton Aargau en maakt deel uit van het district Zurzach.
Döttingen telt 3.786 inwoners. Op het eiland Beznau in de gemeente staat de kerncentrale Beznau met twee reactors, Beznau I (1969) en Beznau II (1971), met ernaast elektriciteitscentrale Aare (Beznau) (1902).